# Мамедов, Новрузали Ханмамед оглы
Новрузали Ханмамед оглы Мамедов (азерб. Novruzəli Xanməmməd oğlu Məmmədov; 10 марта 1942, село Арчиван (Арчон), Астаринский район, Азербайджанская ССР — 17 августа 2009, Баку) — советский, азербайджанский и талышский лингвист, изучавший талышский язык, деятель талышского национального движения. Кандидат филологических наук, сотрудник Института языкознании им. Насими Национальной Академии Наук Азербайджана. Издатель талышской газеты «Толыши садо» (Голос Талыша).
Талыш по национальности, был осуждён к 10 годам тюремного заключения по обвинению в государственной измене. Признан правозащитными организациями политическим заключенным. Скончался в бакинской тюремной больнице после 2,5 лет с момента заключения.
Международная правозащитная организация Amnesty International в своём обращении «Urgent action» («Срочное действие») от 31 июля 2009 года призывала к совершению срочных действий в связи с ужасным состоянием здоровья учёного и бездействием медицинского персонала.

## Научная деятельность
Как учёный Новрузали Мамедов был известен прежде всего как единственный в Азербайджане талышевед-диалектолог. Он — автор 10-ти книг и монографий по вопросам азербайджанского и талышского языков, более семидесяти научных статей и многих учебников. Его кандидатская, а также подготовленная на момент ареста к защите докторская диссертация были посвящены языковым связям азербайджанского и талышского языков.
В 1976 году под руководством научного сотрудника того же института, Лии Александровны Пирейко, вышел в свет первый талышско-русский словарь, включающий 10 тысяч слов. В рождении первого словаря большую роль сыграли материалы по талышской диалектологии, собранные Новрузали. Об этом пишет в предисловии словаря автор Л. А. Пирейко. Впоследствии талышским языком, как одним из древнейших языков, стали интересоваться ученые из многих стран — Ларс Йоханссон из Швеции, Вольфганг Шульц из Германии, Масанари из Японии и многие другие.
Предпринял полевое исследование в Масал в Иране специально для того, чтобы, как носитель астаринского диалекта Северного Талыша, сравнить его с масалиским диалектом южных талышей.
Завершил работу над талышско-русско-азербайджанским словарем; были готовы к изданию «Самоучитель азербайджанского языка» на русском, азербайджанском и английском языках. После ареста Мамедова остались неизданными, а «Талышско-русско-азербайджанский словарь» попал под арест и был наложен запрет на его реализацию.
Новрузали Мамедов являлся руководителем романо-германского учебно-исследовательского сектора Института языкознании НАНА, членом учебно-методического совета по языкам национальных меньшинств Министерства Образования Азербайджанской Республики и общественного совета при советнике Президента Республике по национальному вопросу.

## Общественная деятельность
В 1989—1992 гг. председатель Республиканского Талышского Культурного Центра. С 1992 г. заместитель главного редактора, с 2001 года — главный редактор газеты Tolışi Sədo. В течение 40 лет предметом исследований Новрузали оставался талышский язык. Он считался наиболее умеренным из лидеров талышского движения в Азербайджане, подчеркивал свою лояльность государству. Так, например, он отмежевался от организованной в Ереване в 2005 году талышеведческой конференции, заявив: «Мы являемся гражданами Азербайджана и служим азербайджанскому государству».
За свою лоялистскую позицию, Мамедов подвергался резкой критике со стороны более радикальных членов талышского национального движения. Так, Фахраддин Абосзода обвинял Мамедова в «искажении талышского языка» подчеркиванием его связей с тюркско-азербайджанским и даже характеризовал изданный им «Словарь талышского языка» как «оскорбление талышского народа и его языка» По словам Абосзода, газета Мамедова «хотя и формально и называлась как „Толыши Садо“ (тал. Tolişi Sədo — „Голос Талыша“), в действительности печатала материалы преимущественно на тюркском языке, талышский язык в ней занимал ничтожно малое место. Мне также известно и то, что Новрузали Мамедов всю сознательную жизнь служил интересам азербайджанской государственности, искренне предан все своим существом нынешней власти! Никто не может сказать, что он мог когда-то, где-то сказать что-либо против интересов Азербайджана, критиковать действующую власть. Неслучайно, в талышском движении, в среде талышской общественности Н. Мамедов считался „человеком власти“».

## Арест и следствие
2 февраля 2007 года Мамедов был приглашён «для беседы» в Министерство национальной безопасности, где его, по сведениям правозащитников, без объяснений продержали сутки, избивая и допрашивая по поводу его участия в научной конференции в Иране в 2004 году. На следующий день Мамедов был отпущен, но когда подошёл к своему автомобилю, припаркованному у здания Академии Наук, его вновь арестовали несколько человек в штатском. Он был доставлен в полицию и приговорен к 15 суткам ареста по обвинению в «неповиновении законным требованиям работников полиции» (так как требовал у людей в штатском предъявить документы) и помещен в СИЗО МНБ, где на него оказывалось физическое давление, с требованием признаться в шпионаже в пользу Ирана. При этом адвоката к нему не допускали, а семья не имела сведений о месте его содержания. 17 февраля Новрузали были предъявлены обвинения в измене Родине в форме шпионажа. За день до этого, 16 февраля, был арестован ответственный секретарь газеты, Эльман Гулиев, который дал признательные показания, заявив в частности, что он якобы получил от Ирана на финансирования газеты 15 миллионов долларов (этот факт так и не нашёл независимого подтверждения; фактически газета испытывала финансовые трудности, из-за которых выпускалась раз в месяц). Поскольку сам Мамедов все обвинения отрицал, дальнейшее обвинение строилось исключительно на признаниях Гулиева.
В ходе следствия и судебных процессов, семья ученого подверглась давлению. Сыновья Новрузали Мамедова раз в неделю носили отцу передачу, а возвращались побитыми, истерзанными. По словам жены Мамедова, их увозили за город, допрашивали, пытали, избивали, потому что, как ей объясняли, по инструкции так было положено поступать с детьми шпиона. В результате постоянных истязаний и издевательств один из его сыновей, 36-летний Кямран Мамедов умер 8 сентября 2007 года от сердечного приступа, не выдержав морального давления. Никакая экспертиза не была назначена и его похоронили в родной отцовской деревне Арчиван. Новрузали Мамедов не узнал о смерти сына.
Другого сына, Эмиля Мамедова также несколько раз вывозили за город, избивали и полумёртвого бросали в парадную, а 16 июля 2008 года он был похищен полицейскими и в дальнейшем до 7 октября 2008 года содержался под арестом. Сперва Эмилю Мамедову вменяли статью «похищение человека», но после её сменили на «хранение наркотиков». Суд осудил его к условному лишению свободы на 1 год и принудительному лечению как якобы наркомана. Будучи в заключении Эмиль Мамедов просил, чтобы его поместили в ту же камеру, где сидел отец.
Кроме того, в Министерство Национальной Безопасности вызывались и запугивались друзья и знакомые ученого. Уже после суда, один из талышских активистов, принимавших активное участие в защите ученого, Атахан Абилов, был вынужден уехать из страны. Но и в Москве он был 30 ноября 2008 г. жестоко избит «неизвестными».
Изначально при аресте Новрузали Мамедова ему вменялось в вину:
- публикации в газете, утверждавшие талышскую этничность лидера антиарабского восстания VIII века Бабека (официально считается в Азербайджане этническим азербайджанцем, то есть тюрком);
- пропаганда талышского языка и культуры;
- утверждения о появлении тюркских племён в Азербайджане с III веке;
- обращение Новрузали Мамедова в международные организации (ООН, ОБСЕ и т. д.) о нарушении прав национальных меньшинств и формировании отрицательного имиджа Азербайджана;
- под прикрытием пропаганды спорта и спортсменов пропагандировались талышские национальные ценности;
- обращение в Общественное Телевидение с целью открытия передач на языке талышей;
- регистрация в Министерстве Юстиции Талышского Культурного Центра и газеты Tolışi Sədo;
- сотрудничество с зарубежными учеными в написании научных трудов, проведение исследований в местах компактного проживания талышей.

Ввиду того, что Мамедов категорически отрицал факт шпионажа, в сентябре следствие переквалифицировало обвинение на «измену Родине посредством помощи Ирану в его враждебной деятельности». Обвинительное заключение включало следующие деяния:
- передача спецслужбам Ирана информацию, характеризующую граждан Азербайджана — сотрудников газеты,
- обращение Новрузали Мамедова в международные организации (ООН, ОБСЕ и т. д.) о нарушении прав национальных меньшинств и формировании отрицательного имиджа Азербайджана,
- целью обращения в международные организации было создание автономии для талышей,
- под прикрытием пропаганды спорта и спортсменов пропагандировались талышские национальные ценности,
- обращение в Общественное Телевидение с целью открытия передач на языке талышей,
- регистрация в Министерстве Юстиции Талышского Культурного Центра и газеты «ТС»,
- способствовать трудоустройству талышей в исполнительные и законодательные органы страны с целью их содействия в будущем,
- сотрудничество с зарубежными исследователями и написание, на основе полученных в местах компактного проживания талышей разведанных данных, научных трудов[7][9][13].

## Суд
Следствие было окончено в октябре, суд открылся 7 декабря 2007 года Мамедов требовал публичного процесса, однако процесс был объявлен закрытым по требованию Гулиева, мотивировавшего это тем, что его «честное признание о выполнении поручения иностранных спецслужб» является «государственной тайной» и при их огласке он может подвергаться физическим угрозам со стороны присутствующих в зале суда. Среди прочих обвинений, предъявленных Мамедову на суде, фигурировали также:
- публикации в газете, утверждавшие талышскую этничность персидского поэта Низами и лидера антиарабского восстания VIII века Бабека (оба официально считаются в Азербайджане этническим азербайджанцами);
- пропаганда талышского языка и культуры;
- утверждения о появлении тюркских племён в Азербайджане в III веке[7][9]

Прокурор требовал для обвиняемых соответственно 12 и 8 лет тюрьмы.
Выступая с последним словом, Новрузали Мамедов категорически отверг обвинения в государственной измене и заявил: «Я прекрасно понимаю, что меня судят за моё этническое происхождение, за то, что я талыш». Он подчеркнул, что гордится принадлежностью к своему народу, и потребовал у прокурора пожизненного заключения, заявив, что двенадцать лет «недостаточны для такого „преступления“».
Приговор был вынесен утром 24 июня 2008 года в отсутствие родственников и адвокатов. Новрузали Мамедов был признан виновным по статье 274 (государственная измена) и приговорен к 10 годам тюремного заключения, Эльман Гулиев по той же статье — к 6 годам тюрьмы Суд также постановил конфисковать имущество Мамедова.

## Реакция на приговор
Процесс Мамедова в Азербайджане и за его пределами рассматривается как политический. Азербайджанские правозащитные организации признали Мамедова политическим заключённым. «Недовольство» Совета Европы приговором Мамедову выразил верховный комиссар Совета Европы по правам человека Томас Хаммерберг.

## После приговора
После оглашения приговора Новрузали перевели сначала в следственный изолятор № 1, а затем в колонию строгого режима № 15, где его якобы за отказ надеть тюремную робу закрыли в карцер на 15 дней. Его лишили теплой одежды, очков и других предметов первой необходимости. Ничего кроме мокрого матраса. Как и положено заключенному в колонии строгого режима, с утра до 7 вечера он должен был стоять на ногах или сидеть на мокром полу. Об этом было сообщено председателю комитета по пыткам, омбудсмену, однако отпустили его только через 15 дней измученным, голодным и больным. Родственники принесли ему лекарства, обратились к руководству, чтобы его перевели в санчасть, где он мог хотя бы получить хоть какую-нибудь возможность восстановить подорванное здоровье, но просьба не была удовлетворена.
28 июля 2009 года Новрузали посетили правозащитники и адвокат, которые настояли на переводе в Центральную клиническую больницу пенитенциарной службы Министерства юстиции. С 3 августа по 17 августа никакие анализы не проводились и лечение не было назначено. У него постепенно стали распадаться все внутренние органы. Весть о его тяжёлом состоянии распространилась, его посещали представители омбудсмана, международные и азербайджанские правозащитники.
31 июля 2009 года его жена, Марьям Мамедова, обращалась к президенту Ильхаму Алиеву с просьбой уделить внимание делу Новрузали Мамедова.
31 июля 2009 года Amnesty International указывало, что состояние здоровья 67-летнего Новрузали критичное, ему больно, он не может ходить без посторонней помощи, не двигает руками, ему трудно дышать и говорить. Новрузали сообщал, что персонал больницы не помогает пациентам с едой и личной гигиеной. По словам друзей, персоналом больницы Новрузали Мамедову не было оказано никакого лечения или облегчения боли, поскольку по их словам, необходимо было провести анализы перед лечением. Днём 31 июля жене Новрузали Мамедова разрешили передать некоторые обезболивающие, которые она купила для него; однако ей не разрешили увидеться с ним в тот день.
С 28 июля по 17 августа 2009 года Новрузали не получал необходимого лечения. 3 августа Марьям Мамедова с сыном Эмилем посетили его, увидев его в тяжелом состоянии. Он с трудом задавал вопросы. О смерти своего старшего сына Кямрана он не знал, ему сообщали, что сын в отъезде в Германии. Обращение Марьям Мамедовой к начальнику тюрьмы никак не изменило содержание Новрузали.

## Смерть
Скончался в тюремной больнице Баку 17 августа 2009 года. Правозащитный центр Азербайджана отмечает, что «медицинский персонал лишь имитировал лечение Н.Мамедова, в ряде случаев прибегая к прямому обману. В результате Н.Мамедов, который на свободе вел активную общественную жизнь, за 2,5 года заключения был доведен до смерти»
После смерти его жена Марьям Мамедова написала жалобу Генеральному прокурору, Министру национальной безопасности, а также прокурору Низаминского района, где расположена больница пенитенциарной службы, требовала назначения независимой экспертизы. Дело закончилось тем, что главный эксперт Низаминского района на требования медицинской карты и истории болезни дал абсурдную бумажку, где карта была заполнена одним человеком, одним почерком, а информация о лечении больного содержала в себе перечень лекарств, содержащих витамины и болеутоляющие таблетки.
Новрузали Мамедов похоронен в родном селе Арчиван Астаринского района рядом с сыном Кямраном. Присутствующие на похоронах представители интеллигенции, журналисты, гости из разных районов проклинали его убийц. Смерть Новрузали получила большой резонанс в политической жизни не только Азербайджана. Письма приходили из разных зарубежных общественных организаций, радио «Свобода», «Сэхер», во всех подробностях отражая события, связанные с его смертью. В некоторых провинциях Ирана (Тегеран, Зенджан, Гилян) проводились траурные церемонии по исламскому обычаю. Представители ЕС и ОБСЕ участвовали также в поминовении в доме Мамедова.
В отчетном докладе за 2011 год (сентябрь) комиссар Совета Европы по правам человека Томас Хаммерберг пишет:
Гибель в тюремном госпитале талышского филолога и издателя Новрузали Мамедова осужденного в шпионаже в пользу Ирана в ходе несправедливого по мнению правозащитников процесса, должна послужить звонком для властей Азербайджана. Если они будут упорствовать в своей позиции и видеть в любом проявлении талышского национализма поддерживаемый Ираном сепаратизм, однажды это может оказаться самосбывающимся пророчеством.

## Семья
Сыновья Мамедова — Эмиль и Кямран, несколько раз похищались за время следствия, и на них оказывалось физическое давление.
Кямран скончался от инфаркта 8 сентября 2007 г.
Психически больной Эмиль был вновь похищен перед своим домом 16 июля 2008 года, и только на следующий день его матери было сообщено, что он обвиняется в хранении наркотиков. Он содержался под стражей до 7 октября, когда суд приговорил его к году лишения свободы условно, после чего он был освобождён в зале суда.
25 сентября 2009 года по возвращении с поминок жену Новрузали, Марьям Мамедову и сына Эмиля сбивает грузовой автомобиль. По мнению Марьям Мамедовой это была умышленная акция, дабы не оставить следа такого большого «несчастья». Сбивший их водитель скрылся, бросив машину, в дальнейшем так и не был найден. Эмиль получил тяжёлые увечья — открытые ранения бедра, левого запястья, черепа и впал в кому. После тяжелейших операций состояние Эмиля было весьма плохим, постельный режим, его кормила с ложки мать, его левая рука так и осталась неподвижной.
В июле 2010 года Марьям Мамедова с сыном Эмилем решили выехать из Азербайджана, попросив убежища в Москве, в связи с опасениями за свою жизнь. Им часто звонили с угрозами, врачи боялись лишний раз принимать Эмиля. 5 июля 2010 года семья приехала в Москву и обратилась как беженцы в Комитет «Гражданское Содействие» и УВКБ ООН, где после положенных интервью, их приняли как беженцев. Здесь, на съёмной квартире в тяжелых для проживания условиях, состояние здоровья Эмиля ухудшилось. «Комитет Гражданское содействие» посодействовал для обеспечения бесплатного лечения, гангрена была предотвращена, состояние Эмиля намного улучшилось и они вернулись в Баку. Впоследствии Марьям Мамедова приняла решение о том, что надо вернуться в Москву, чтобы насовсем уехать из страны.
13 апреля 2011 года Марьям с сыном приехали в Москву, и Эмиль уже самостоятельно ходил. Строили планы на будущее в далекой дружелюбной стране.
Но все оборвалось, когда 16 апреля 2011 года от диагноза лёгочная эмболия Эмиль Мамедов скончался. Это было вызвано осложнениями после многочисленных операций. Похоронен рядом с дядей, отцом и братом.
В декабре 2012 года жена Новрузали Мамедова, Марьям Мамедова получила статус беженца и уехала в Нидерланды.

## Дело в ЕСПЧ
Европейский суд по правам человека признал нарушение прав умершего в азербайджанской тюрьме главного редактора газеты Tolışi Sədo Новрузали Мамедова и постановил выплатить вдове Марьям Мамедовой 20 тысяч евро за моральный ущерб и 4 тысячи евро на возмещение судебных расходов.
Как заявил в июле 2007 года глава Комитета защиты прав талышей Гилал Мамедов, арест Новрузали Мамедова «это — профилактическая акция устрашения, чтобы национальные меньшинства Азербайджана не боролись за свои права». Жалоба по делу Новрузали Мамедова принята в производство Европейского суда по правам человека.
Жалобы, которые рассматривал суд, были поданы в связи с нарушением прав и смертью в тюремном заключении Новрузали Мамедова. По итогам расследования ЕСПЧ постановил признать нарушение в отношении Новрузали Мамедова прав, гарантированных статьями 2 (право на жизнь), 3 (запрещение пыток и бесчеловечного обращения), 5.1 (право на свободу и личную неприкосновенность), 5.3 (право на судебное разбирательство в разумные сроки) Европейской конвенции прав человека.
Как отмечено в сообщении ЕСПЧ, первую жалобу написал ещё сам Мамедов при жизни. Он жаловался на жестокое обращение со стороны сотрудников ныне упраздненного министерства национальной безопасности (МНБ) Азербайджана. После смерти Новрузали Мамедова письмом от 25 августа 2009 года Европейский суд был проинформирован о смерти первого заявителя в заключении и желании его жены Мариям Мамедовой и его сына Эмиля Мамедова продолжить разбирательство в ЕСПЧ.
Супруга и сын покойного подали новую жалобу в связи со смертью Мамедова. 16 апреля 2011 года скончался сын Новрузали Мамедова, и его супруга выразила желание продолжить разбирательство в ЕСПЧ также вместо ещё и её сына.
В жалобе, которую рассмотрел суд, указано, что Мамедова после задержания 2 февраля 2007 года в течение суток допрашивали о предполагаемом сотрудничестве с иранской разведывательной службой, и все это время он был лишен воды, пищи, сна, подвергался физическому насилию. В частности, пальцы правой руки несколько раз были раздавлены дверью, и он получил травму левого плеча. Жестокое обращение было прекращено из-за высокого кровяного давления, говорится в жалобах.
Несмотря на то, что Новрузали Мамедов страдал от гипертонии, простатита и гипертиреоза, ему не была предоставлена соответствующая медицинская помощь и лекарства на всем протяжении тюремного заключения, говорится в сообщении ЕСПЧ.
Там же отмечается, что Мамедову несколько раз угрожали и давали ложную информацию, согласно которой два его сына также были арестованы и помещены в другие камеры, а его жена госпитализирована в связи с серьёзным заболеванием сердца. При этом членам семьи также не предоставляли в первое время после ареста информацию о судьбе активиста.
В последующем жалобы семьи на насилие над Новрузали Мамедовым не расследовались, а 17 августа 2009 года он умер. Согласно свидетельству о смерти, смерть наступила в результате ишемического инфаркта головного мозга. После смерти Новрузали Мамедова прокуратура Низаминского района Баку начала уголовное расследование обстоятельств его смерти. Однако 28 сентября 2009 года зампрокурора Низаминской районной прокуратуры отказал в возбуждении уголовного дела «из-за отсутствия доказательств преступления в его смерти», сообщает ЕСПЧ.
Члены семьи Мамедова безуспешно пытались обжаловать бездействие прокуратуры в местных судах. Они считали, что здоровье активиста было серьёзно подорвано из-за условий, в которых он находился после задержания и приговора.
Адвокат Рамиз Мамедов, представлявший интересы заявителей в ЕСПЧ, не в полной мере удовлетворен вердиктом суда. «ЕСПЧ лишь по некоторым статьям признал нарушение прав покойного Новрузали Мамедова. В частности, ЕСПЧ признал нарушение статей 2, 3, 5.1 и 5.3 Европейской конвенции прав человека. В то же время по ряду других статей ЕСПЧ не удовлетворил жалобу. В частности, речь идет о правах на справедливое судебное разбирательство (статья 6), праве на эффективные средства юридической защиты (статья 13) и самое основное — о запрете дискриминации (статья 14), в частности, и по национальному признаку», — заявил корреспонденту «Кавказского узла» Рамиз Мамедов.
Он считает, что Новрузали Мамедова преследовали по надуманному обвинению. "Новрузали Мамедов посвятил свою жизнь научной деятельности и написал около 10 книг и 70 статей по исследованию азербайджанского и талышского языков, сохранению и развитию талышской культуры. Ему было предъявлено обвинение в шпионаже в пользу Ирана. Однако это обвинение может касаться передачи иностранным спецслужбам информации, содержащей гостайну. Новрузали Мамедов же, будучи сотрудником Института языкознания Национальной академии наук, не мог иметь доступа к гостайне. Впоследствии статья обвинения была переквалифицирована на измену государству в виде «пособничества иностранному государству во враждебной деятельности против Азербайджанского государства. Но и это обвинение не было доказано», — сказал Рамиз Мамедов.